# Дубровнишко-неретванска жупания
Дубровнишко-неретванска жупания e разположена в Южно Хърватско, в южната част на историческата област Далмация. Заема площ от 1783 km². Главен град на жупанията е Дубровник. Други по-големи градове са: Корчула, Меткович, Опузен и Плоче. Дубровнишко-неретванска жупания е съставена от 17 общини.
Територията на жупанията в по-голямата си част се припокрива с историко-географската област Пагания.

## Население
Според преброяването през 2011 година Дубровнишко-неретванска жупания има население от 122 568 души. Според националната си принадлежност населението на жупанията има следния състав:
- хървати 94,37 %
- сърби 1,71 %
- бошняци 1,61 %